# (1221) Амур
(1221) Амур (др.-греч. Αμόρ) — небольшой околоземный астероид неправильной формы, который возглавляет группу Амура (II). Астероид был открыт 12 марта 1932 года бельгийским астрономом Эженом Дельпортом в обсерватории Уккел и назван в честь бога любви Амура. 

Орбита астероида Амур и его положение в Солнечной системе
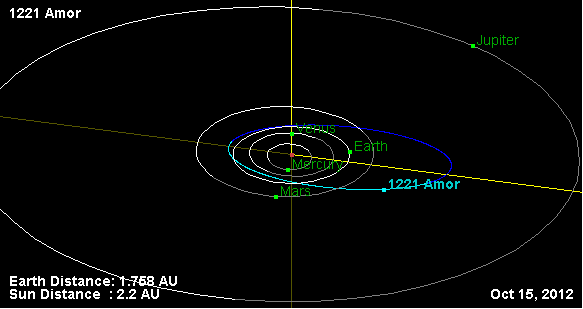
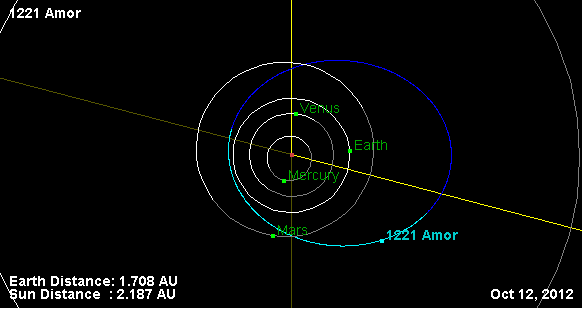

Хотя большая полуось и перигелий его орбиты больше, чем у Земли и астероид никогда не пересекает её орбиту, он всё равно представляет для нашей планеты определённую опасность, поскольку гравитационные воздействия Марса и Юпитера вполне способны изменить орбиты таких астероидов и приблизить их к Земле. Что особенно актуально для данного астероида, поскольку из-за вытянутой орбиты (e=0,434), это астероид Марса и на определённом этапе он неминуемо сойдётся с ним достаточно близко, чтобы гравитация Марса изменила его орбиту.
Эжен Дельпорт сфотографировал этот астероид в период его сближения с Землёй, которое составило 40 млн км. Это был первый случай, когда астероид был замечен при сближении с Землёй на такое малое расстояние. Ещё через месяц был обнаружен астероид (1862) Аполлон, который пересёк орбиту Земли. После этого у учёных наступило осознание реальности астероидной опасности.